# ميكيلي ترويانو
ميكيلي ترويانو (بالإيطالية: Michele Troiano)‏ (7 يناير 1985 بديزيو في إيطاليا - ) هو لاعب كرة قدم إيطالي في مركز الوسط. شارك مع منتخب إيطاليا تحت 20 سنة لكرة القدم. أما مع النوادي، فقد لعب مع كييفو فيرونا ونادي ساسولو ونادي مودينا ونادي مونزا ونادي فيرتوس إينتيلا.

## روابط خارجية
- ميكيلي ترويانو على موقع قاعدة بيانات كرة القدم.إي يو (الإنجليزية)
- ميكيلي ترويانو على موقع Soccerway.com (الإنجليزية)
- ميكيلي ترويانو على موقع عالم كرة القدم.نت (الإنجليزية)